# Hierodula membranacea
Hierodula membranacea (лат.) — вид богомолов рода Hierodula из семейства Mantidae (Hierodulini, Hierodulinae).
Встречаются в Южной и Юго-Восточной Азии (Индия, Китай, Непал, Таиланд, Шри-Ланка, о. Ява).

## Описание
Длина менее 10 см. Этот вид характеризуется широким разнообразием окраски, причём наиболее распространены зелёные, жёлтые и коричневые особи. Существует половой диморфизм: самки достигают в среднем 90,7 мм (± 3,1 мм) в длину, в то время как самцы гораздо стройнее и вырастают до меньшей длины (примерно 70—80 мм). Лобный склерит немного шире своей высоты; верхний край изогнут. Пронотум длинный, постепенно сужен сзади, коксальное расширение овальное, сильно вытянутое. На передних лапках кокситы с 15—17 шипами, постепенно дистально длиннее; шипы бёдер чёрные только на кончиках. Переднее крыло у самки такое же длиннее или немного длиннее брюшка с непрозрачной дисковидной областью; у самца крыло длиннее брюшка с гиалиновой дисковидной областью.
Hierodula membranacea плотоядны. Их пища состоит из мелких насекомых, а также пауков и мелких позвоночных. Часто происходит каннибализм. В отличие от них, добычей H. membranacea являются рептилия Калот-кровосос (Calotes versicolor), а также некоторые птицы — большая синица, среди прочих.

### Генетика
Богомол Hierodula membranacea имеет хромосомное число 2n = 27, и X1X1X2X2 (самка): X1X2Y (самец). В мужском мейозе I хромосомы X1, X2 и Y у H. membranacea образуют половой тривалент, при этом хромосома Y связана с одним полюсом веретена, а хромосомы X1 и X2 обращены к противоположному полюсу веретена. У H. membranacea половой тривалент выравнивается на экваторе веретена со всеми аутосомами, а затем половые хромосомы разделяются в анафазе I одновременно с аутосомами. Благодаря этому H. membranacea можно использовать в качестве модельной системы для изучения баланса сил, действующих на тривалент во время мейоза I, и анализа функционального значения выравнивания хромосом в метафазе как подготовительного шага для последующей правильной сегрегации хромосом.

### Слуховые органы
Как и другие богомолы, Hierodula membranacea имеет одно срединное ухо на вентральной поверхности метаторакса. Ухо представляет собой глубокую бороздку с двумя тимпанами, образующими стенки. Тимпанальный орган на каждой стороне содержит 30—40 сколопофорных сенсилл с аксонами, которые заканчиваются в метаторакальном ганглии в нейропиле, который не соответствует слуховому нейропилю других насекомых. Нимфальное развитие уха богомола происходит в три основных этапа: 1) тимпанальный орган полностью сформирован с полным набором сенсилл до вылупления; 2) сворачивание и вращение, формирующие глубокую бороздку, завершаются в основном в течение первой половины развития нимфы; и 3) в течение последних пяти возрастов (из десяти) тимпаны утолщаются и расширяются до взрослого размера и формы, а соответствующие импедансу трахейные мешки также увеличиваются и перемещаются, чтобы стать плотно прилегающими к внутренней поверхности тимпанов. Слуховая чувствительность постепенно повышается, начиная с пятого возраста, и тесно связана с ростом тимпанума и трахейных мешков. У нимф позднего возраста слуховой порог составляет 70—80 дБ уровня звукового давления (SPL). Соответствующие связи афферентов с функциональной межнейронной системой чётко присутствуют к восьмому возрасту и, возможно, гораздо раньше. Схема онтогенеза слуховой системы у богомола сходна с таковой у саранчовых и ночных бабочек-совок, но отличается от сверчков. В эволюционном плане важно, что метаторакальная анатомия только что вылупившихся нимф богомола очень близко соответствует анатомии гомологичных областей у взрослых тараканов, которые тесно связаны с богомолами, но не имеют тимпанального слуха, и у богомолов, которые считаются глухими.

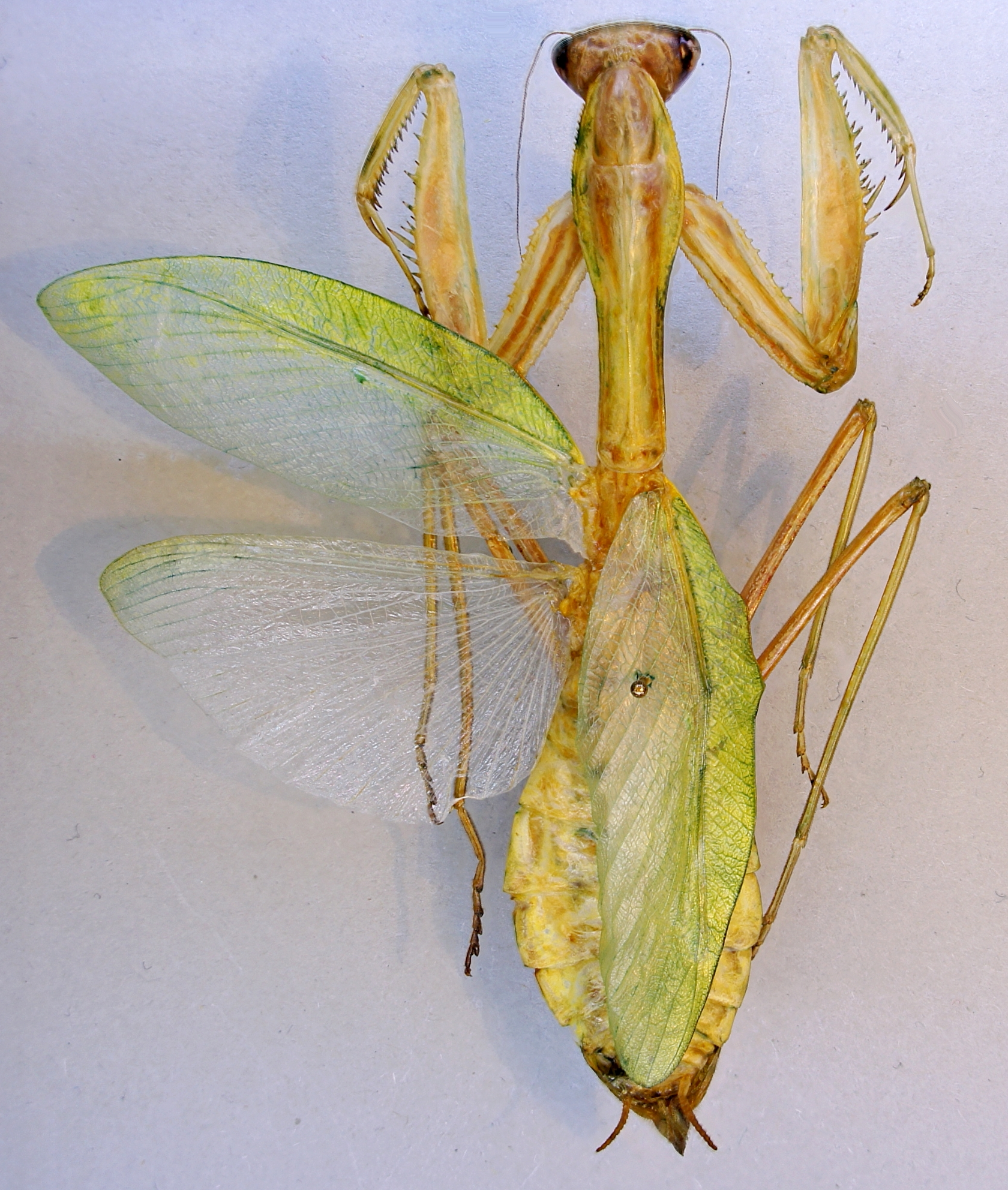
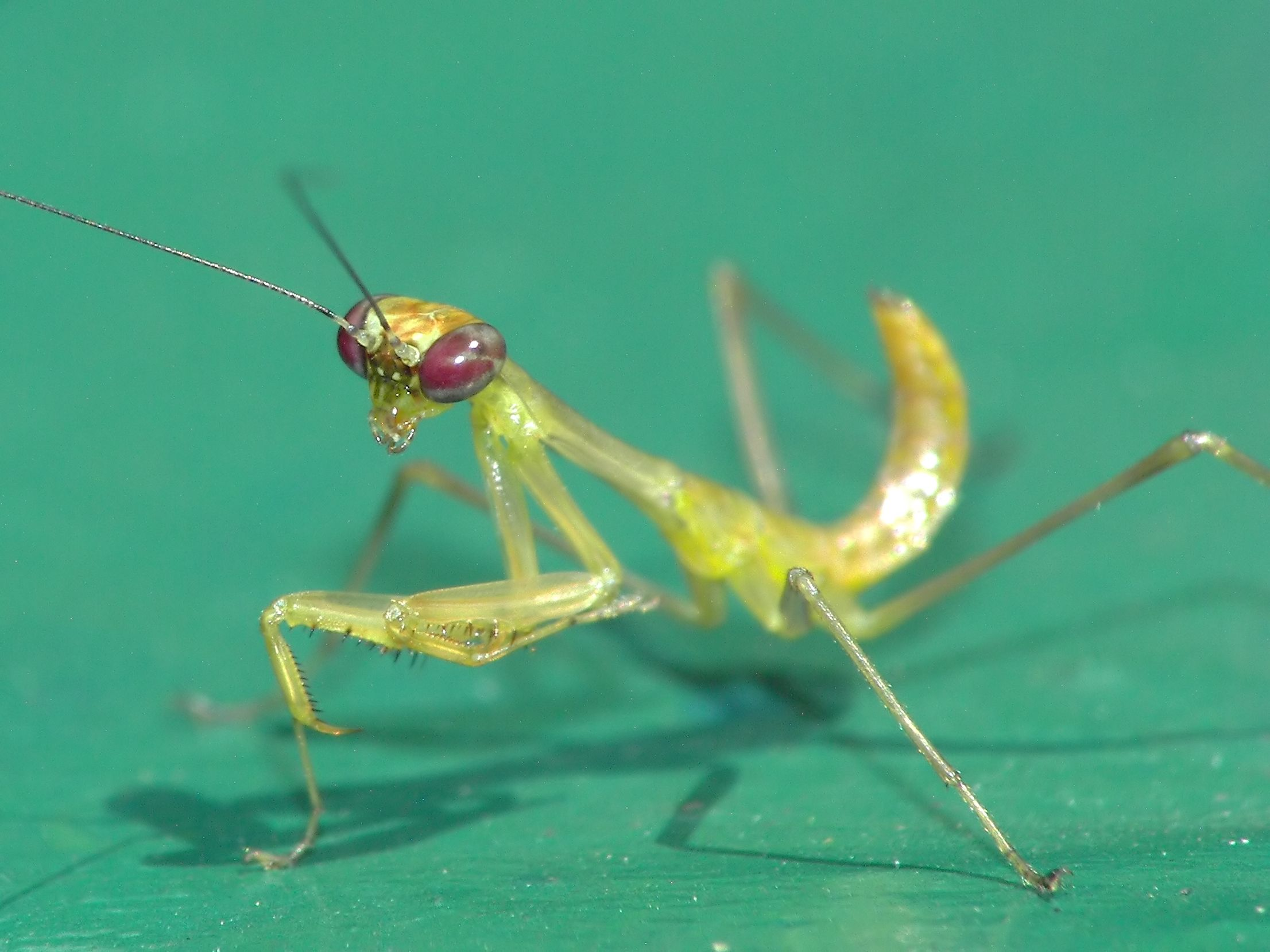
Личинка
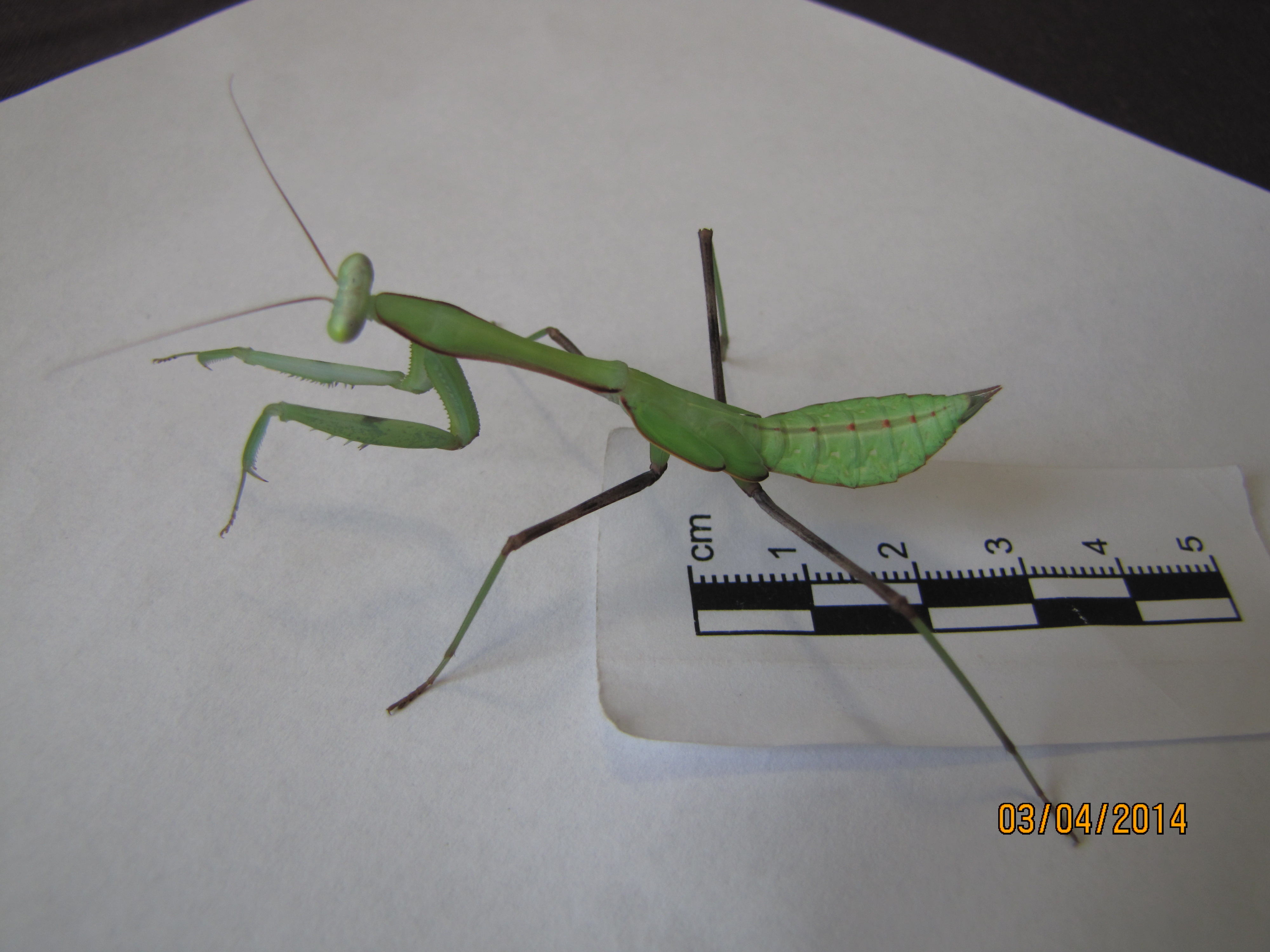
Самец